# CCGS Louis S. St-Laurent
CCGS Louis S. St-Laurent je těžký ledoborec kanadské pobřežní stráže. Jeho domovským přístavem je St. John's na ostrově Newfoundland. Je to největší ledoborec kanadské pobřežní stráže. Ve službě jej má roku 2021 nahradit nový těžký ledoborec CCGS Arpatuuq.

## Stavba

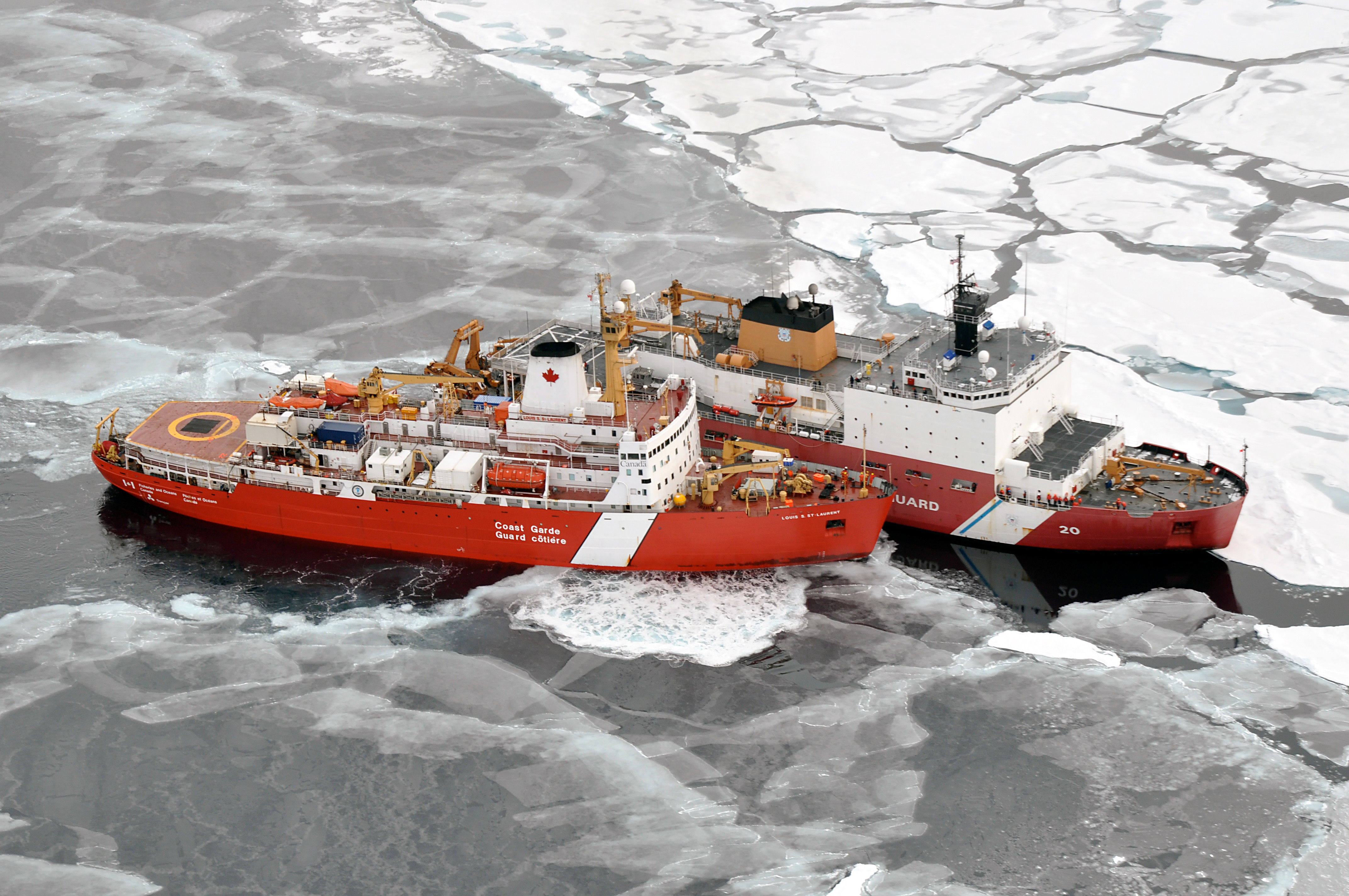
CCGS Louis S. St-Laurent a americký ledoborec USCGC Healy (WAGB-20)

Plavidlo postavila loděnice Canadian Vickers Ltd. v Montréalu. Kýl byl založen v roce 1967. Na vodu byl spuštěn roku 1968 a do služby byl přijat roku 1969.

## Konstrukce

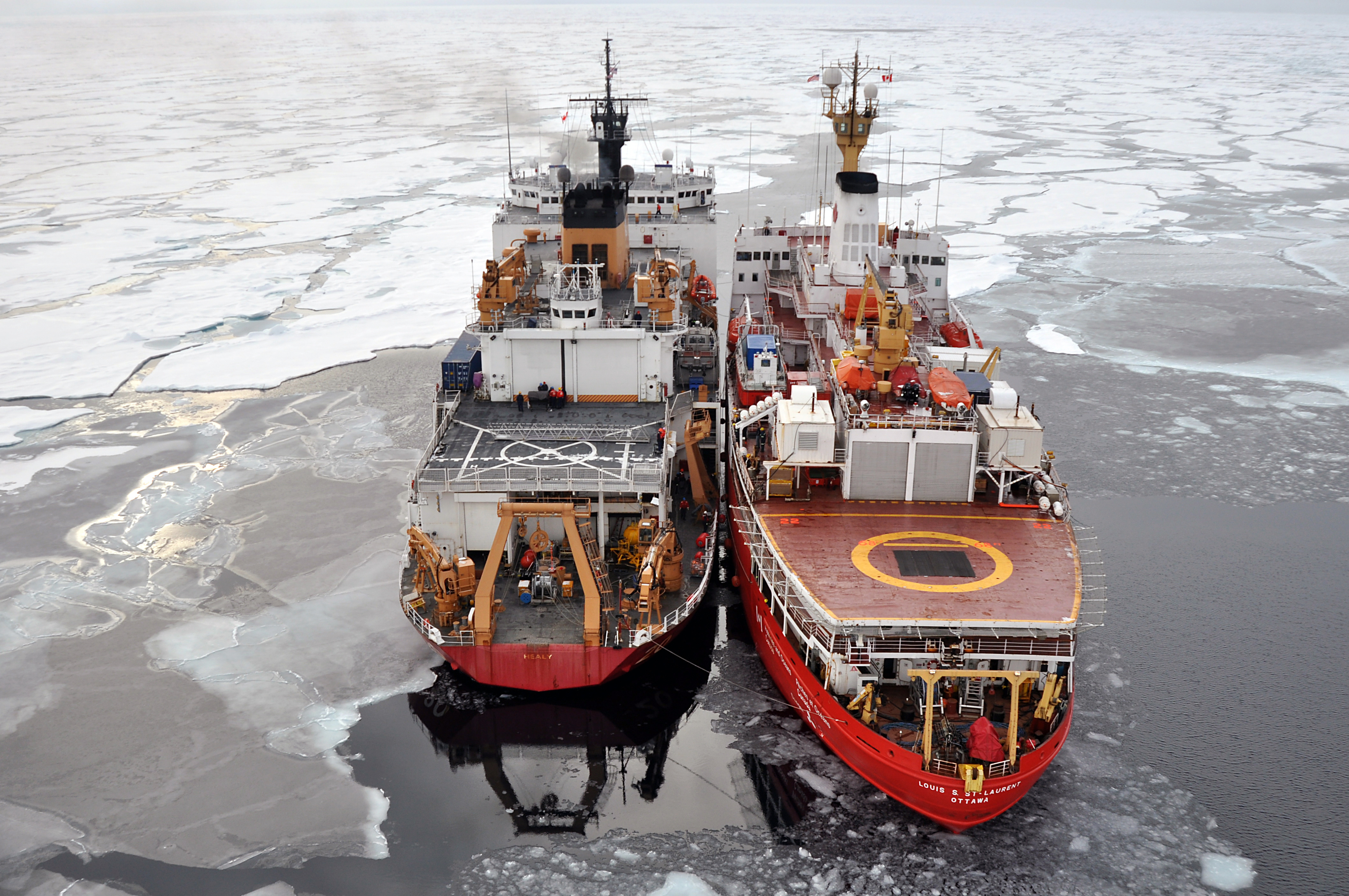
Americký ledoborec USCGC Healy (WAGB-20) a CCGS Louis S. St-Laurent

Na palubě se nachází několik specializovaných vědeckých laboratoří a prostory pro další náklad. Neseny jsou dva čluny RHIB a dva další menší čluny. Na zádi je přistávací plocha a hangár pro dva vrtulníky (Bo 105, Bell 212, Bell 206L). Ledoborec původně poháněly parní turbíny, ale při modernizaci byly nahrazeny za diesel-elektrický pohon. Pohonný systém tvoří pět dieselů Krupp Makk 16M453C o výkonu 20 142 kW, pohánějících prostřednictvím dvou generátorů Krupp Mak 6M282 trojici lodních šroubů s pevnými lopatkami. Na palubě je dále nouzový generátor Caterpillar 3408. V přídi je instalováno dokormidlovací zařízení. Cestovní rychlost dosahuje 16 uzlů a nejvyšší rychlost 20 uzlů. Dosah při plavbě cestovní rychlostí je 23 000 námořních mil. Na moři může být až 205 dnů.

## Modernizace
V letech 1988–1993 ledoborec prošel rozsáhlou modernizací provedenou loděnicí Halifax Shipyard Ltd. v Halifaxu. Její součástí bylo prodloužení trupu a instalace nového pohonného systému.